# Laevicardium clarionense
Laevicardium clarionense is een tweekleppigensoort uit de familie van de Cardiidae. De wetenschappelijke naam van de soort is voor het eerst geldig gepubliceerd in 1947 door Hertlein & Strong.